# Persone di nome Nicole
| Questa pagina contiene informazioni ricavate automaticamente dalle voci biografiche con l'ausilio del template Bio e di un bot. L'aggiornamento è periodico e automatico e ricostruisce completamente la pagina. Se manca una persona in questa lista, sei pregato di non aggiungerla, ma accertati piuttosto che la sua voce biografica contenga il template Bio e che i dati anagrafici siano correttamente compilati. Se il template Bio manca, inseriscilo tu stesso o, in alternativa, metti l'avviso {{tmp\|Bio}} che ne segnala la mancanza. Se i dati riportati sono sbagliati, correggi direttamente la voce biografica; le modifiche saranno visibili in questa lista entro pochi giorni. Per chiarimenti vedi il progetto antroponimi. La lista contiene solo le 193 persone che sono citate nell'enciclopedia e per le quali è stato implementato correttamente il template Bio. Pagina aggiornata al 6 ago 2025. |

Questa è una lista di persone presenti nell'enciclopedia che hanno il nome Nicole, suddivise per attività principale.

## Allenatrici di pallavolo(1)
- Nicole Fawcett, allenatrice di pallavolo e ex pallavolista statunitense (San Antonio, n. 1986)

## Allenatrici di tennis(1)
- Nicole Pratt, allenatrice di tennis e ex tennista australiana (Mackay, n. 1973)

## Animatrici(1)
- Nicole van Goethem, animatrice e illustratrice belga (Anversa, n. 1941 - † 2000)

## Astiste(2)
- Nicole Büchler, astista e ex ginnasta svizzera (Macolin, n. 1983)
- Nicole Humbert, ex astista tedesca (n. 1972)

## Astronaute(2)
- Nicole Mann, astronauta statunitense (Petaluma, n. 1977)
- Nicole Stott, ex astronauta e ingegnere statunitense (Albany, n. 1962)

## Atlete(1)
- Nicole Svetlana Reina, atleta italiana (Merefa, n. 1997)

## Atlete paralimpiche(1)
- Nicole Orlando, atleta paralimpica italiana (Biella, n. 1993)

## Attrici(46)
- Nicole Anderson, attrice statunitense (Rochester, n. 1990)
- Nicole Avril, attrice e scrittrice francese (n. 1939)
- Nicole Beharie, attrice statunitense (West Palm Beach, n. 1985)
- Nicole Berger, attrice francese (Parigi, n. 1934 - Eure, † 1967)
- Nicole Bilderback, attrice statunitense (Seul, n. 1975)
- Nikki Blonsky, attrice e cantante statunitense (Great Neck, n. 1988)
- Nicole Calfan, attrice e scrittrice francese (Neuilly-sur-Seine, n. 1947)
- Nicole Courcel, attrice francese (Saint-Cloud, n. 1931 - Parigi, † 2016)
- Nikki Cox, attrice statunitense (Los Angeles, n. 1978)
- Nicole Croisille, attrice, cantante e danzatrice francese (Neuilly-sur-Seine, n. 1936 - Saint-Cloud, † 2025)
- Nicole DeHuff, attrice statunitense (Antlers, n. 1975 - Los Angeles, † 2005)
- Anouk Aimée, attrice francese (Parigi, n. 1932 - Parigi, † 2024)
- Nicole Eggert, attrice statunitense (Glendale, n. 1972)
- Nicole Ferroni, attrice, comica e conduttrice radiofonica francese (Casablanca, n. 1982)
- Nicole Fiscella, attrice e modella statunitense (Rochester, n. 1979)
- Nicole Fortuin, attrice sudafricana (Belhar, n. 1992)
- Nicole Fugere, attrice statunitense (Milwaukee, n. 1986)
- Nicole Garcia, attrice, regista e sceneggiatrice francese (Orano, n. 1946)
- Nicole Grimaudo, attrice italiana (Caltagirone, n. 1980)
- Nicole Heesters, attrice tedesca (Potsdam, n. 1937)
- Nicole Jamet, attrice e sceneggiatrice francese (Asnières-sur-Seine, n. 1948)
- Nicole Kang, attrice statunitense (California, n. 1993)
- Nicole Kidman, attrice, produttrice cinematografica e produttrice televisiva australiana (Honolulu, n. 1967)
- Nicole LaLiberte, attrice statunitense (Clifton Park, n. 1981)
- Nicole Ladmiral, attrice francese (Parigi, n. 1930 - Parigi, † 1958)
- Nicole Marie Lenz, attrice e modella statunitense (Cleveland, n. 1980)
- Evangeline Lilly, attrice canadese (Fort Saskatchewan, n. 1979)
- Nicole Luis, attrice e modella argentina (Buenos Aires, n. 1992)
- Nicole Lyn, attrice e disc jockey statunitense (Brampton, n. 1978)
- Nicole Maurey, attrice francese (Bois-Colombes, n. 1926 - Versailles, † 2016)
- Nicole Mercedes Müller, attrice tedesca (Berlino, n. 1996)
- Nicole Murgia, attrice italiana (Roma, n. 1993)
- Nicole Muñoz, attrice canadese (Vancouver, n. 1994)
- Nicole Paggi, attrice statunitense (Contea di Travis, n. 1977)
- Nicole Parker, attrice, imitatrice e scrittrice statunitense (Irvine, n. 1978)
- Nicole Ari Parker, attrice statunitense (Baltimora, n. 1970)
- Nikki Reed, attrice statunitense (Los Angeles, n. 1988)
- Nicole Richie, attrice, stilista e scrittrice statunitense (Berkeley, n. 1981)
- Nikki SooHoo, attrice statunitense (Los Angeles, n. 1988)
- Nicole Sullivan, attrice e comica statunitense (New York, n. 1970)
- Nicole Tompkins, attrice e doppiatrice statunitense (n. 1998)
- Nicole Tubiola, attrice statunitense (Bullhead City, n. 1979)
- Nicole Wallace, attrice spagnola (Madrid, n. 2002)
- Nicole Whippy, attrice neozelandese (Wellington, n. 1979)
- Nicole da Silva, attrice australiana (Sydney, n. 1981)
- Nicole de Boer, attrice canadese (Toronto, n. 1970)

## Attrici pornografiche(2)
- Nicole Aniston, attrice pornografica statunitense (San Diego, n. 1987)
- Nicole Doshi, attrice pornografica cinese (Wuhan, n. 1995)

## Avvocate(1)
- Nicole Barandun, avvocata e politica svizzera (n. 1968)

## Bassiste(1)
- Nicole Fiorentino, bassista statunitense (Ludlow, n. 1979)

## Biatlete(1)
- Nicole Gontier, ex biatleta italiana (Aosta, n. 1991)

## Biologhe(1)
- Nicole Le Douarin, biologa francese (Lorient, n. 1930)

## Bobbiste(2)
- Nicole Herschmann, bobbista tedesca (Rudolstadt, n. 1975)
- Nicole Vogt, bobbista statunitense (Wichita, n. 1987)

## Calciatrici(12)
- Nicole Arcangeli, calciatrice italiana (n. 2003)
- Nicole Barnhart, ex calciatrice statunitense (Pottstown, n. 1981)
- Nicole Billa, calciatrice austriaca (Kufstein, n. 1996)
- Nicole Garavelli, calciatrice italiana (Treviglio, n. 1997)
- Nicole Kozlova, calciatrice ucraina (Toronto, n. 2000)
- Nicole McClure, calciatrice giamaicana (Jamaica, n. 1989)
- Nicole Peressotti, calciatrice italiana (Udine, n. 1998)
- Nicole Petignat, ex calciatrice e arbitro di calcio svizzera (La Chaux-de-Fonds, n. 1966)
- Nicole Regnier, calciatrice colombiana (Cali, n. 1995)
- Nicole Remund, calciatrice svizzera (Uznach, n. 1989)
- Nicole Sciberras, calciatrice maltese (n. 2001)
- Nicole Studer, calciatrice svizzera (n. 1996)

## Canoiste(1)
- Nicole Reinhardt, canoista tedesca (Lampertheim, n. 1986)

## Canottiere(1)
- Nicole Beukers, canottiera olandese (Leiderdorp, n. 1990)

## Cantanti(10)
- Nicole Appleton, cantante, conduttrice televisiva e attrice canadese (Hamilton, n. 1974)
- Nicole Bus, cantante olandese (Nieuwegein, n. 1989)
- Nicki Nicole, cantante argentina (Rosario, n. 2000)
- Nicole Hohloch, cantante tedesca (Saarbrücken, n. 1964)
- Nicole Jung, cantante sudcoreana (Los Angeles, n. 1991)
- Julie Pietri, cantante francese (Douera, n. 1955)
- Rollergirl, cantante tedesca (Lünen, n. 1975)
- Nicole Scherzinger, cantante, attrice e modella statunitense (Honolulu, n. 1978)
- Nikki Yanofsky, cantante canadese (Montréal, n. 1994)
- Niki, cantante indonesiana (Giacarta, n. 1999)

## Cantautrici(2)
- Nicole Atkins, cantautrice statunitense (Neptune, n. 1978)
- Nicole Millar, cantautrice canadese (Canada, n. 1993)

## Cavallerizze(1)
- Nicole Uphoff, cavallerizza tedesca (Duisburg, n. 1967)

## Cestiste(14)
- Nicole Antibe, ex cestista francese (Parigi, n. 1974)
- Nicole Brunin, ex cestista belga (Etterbeek, n. 1953)
- Nicole Enabosi, cestista statunitense (n. 1997)
- Nikki Johnson, ex cestista canadese (Niagara Falls, n. 1975)
- Nicole Levesque, ex cestista e allenatrice di pallacanestro statunitense (Shaftsbury, n. 1972)
- Kaninga Mbambi, ex cestista della Repubblica Democratica del Congo (Kinshasa, n. 1971)
- Nicky McCrimmon, ex cestista statunitense (New York, n. 1972)
- Nicole Michael, ex cestista statunitense (Queens, n. 1987)
- Nicole Ohlde, ex cestista statunitense (Clay Center, n. 1982)
- Nicole Pierre, ex cestista francese (Saint-Germain-en-Laye, n. 1942)
- Nicole Powell, ex cestista e allenatrice di pallacanestro statunitense (Sierra Vista, n. 1982)
- Nicole Robert, ex cestista francese (Tangeri, n. 1939)
- Nicole Romeo, ex cestista australiana (Adelaide, n. 1989)
- Nicole Soulis, ex cestista statunitense (Salina, n. 1985)

## Cicliste su strada(3)
- Nicole Brändli, ex ciclista su strada svizzera (Lucerna, n. 1979)
- Nicole Cooke, ex ciclista su strada britannica (Swansea, n. 1983)
- Nicole Koller, ciclista su strada, mountain biker e ciclocrossista svizzera (Wetzikon, n. 1997)

## Culturiste(2)
- Nicole Bass, culturista, attrice e wrestler statunitense (New York, n. 1964 - New York, † 2017)
- Nicole Wilkins-Lee, culturista statunitense (n. 1984)

## Dirigenti sportivi(1)
- Nicole Rolser, dirigente sportivo e ex calciatrice tedesca (Ochsenhausen, n. 1992)

## Doppiatrici(1)
- Nicole Oliver, doppiatrice canadese (Ottawa, n. 1970)

## Flautiste(1)
- Nicole Mitchell, flautista, cantante e compositrice statunitense (Syracuse, n. 1967)

## Fondiste(2)
- Nicole Fessel, ex fondista tedesca (Annweiler am Trifels, n. 1983)
- Nicole Monsorno, fondista italiana (n. 2000)

## Ginnaste(1)
- Nicole Terlenghi, ginnasta italiana (Brescia, n. 1998)

## Giuriste(1)
- Nicole Belloubet, giurista, funzionaria e politica francese (Parigi, n. 1955)

## Hockeiste in-line(1)
- Nicole Bonamino, hockeista in-line italiana (Tortona, n. 1991)

## Hockeiste su ghiaccio(1)
- Nicole Bullo, hockeista su ghiaccio svizzera (Bellinzona, n. 1987)

## Marciatrici(1)
- Nicole Colombi, marciatrice italiana (Seriate, n. 1995)

## Matematiche(1)
- Nicole El Karoui, matematica francese (Parigi, n. 1944)

## Mezzofondiste(1)
- Nicole Sifuentes, mezzofondista canadese (Winnipeg, n. 1986)

## Militari(1)
- Nicole Malachowski, ex militare e aviatrice statunitense (Santa Maria, n. 1974)

## Modelle(9)
- Nicole Drouin, modella francese (Forbach, n. 1928 - Neuilly-sur-Seine, † 2010)
- Nicole Faria, modella indiana (Bangalore, n. 1990)
- Nicole Faverón, modella peruviana (Iquitos, n. 1988)
- Nicole Flint, modella sudafricana (Pretoria, n. 1988)
- Nicole Johnson Baker, modella statunitense (Seminole, n. 1974)
- Nicole Linkletter, modella statunitense (Grand Forks, n. 1985)
- Nicole Narain, modella e attrice statunitense (Aurora, n. 1974)
- Niki Taylor, supermodella statunitense (Fort Lauderdale, n. 1975)
- Nicole de Lamargé, modella e stilista francese (n. 1938 - † 1969)

## Musiciste(1)
- Nicole Row, musicista, cantante e cantautrice statunitense (Fresno, n. 1991)

## Nobili(1)
- Nicole de Savigny, nobile francese (n. 1535 - † 1590)

## Nuotatrici(3)
- Nicole Dzurko, nuotatrice artistica statunitense (n. 2000)
- Nicole Haislett, ex nuotatrice statunitense (St. Petersburg, n. 1972)
- Nicole Livingstone, ex nuotatrice australiana (Melbourne, n. 1971)

## Ostacoliste(1)
- Nicole Ramalalanirina, ostacolista malgascia (Antananarivo, n. 1972)

## Pallavoliste(7)
- Nicole Cruz, pallavolista portoricana (n. 1995)
- Nicole Davis, ex pallavolista statunitense (Stockton, n. 1982)
- Nicole Edelman, pallavolista statunitense (Atlanta, n. 1994)
- Nicole Gamba, pallavolista italiana (Bergamo, n. 1998)
- Nicole Koolhaas, ex pallavolista olandese (Hoorn, n. 1991)
- Nicole Rightnowar, pallavolista statunitense (Bedford, n. 1997)
- Nicole Walch, pallavolista statunitense (Stuart, n. 1993)

## Pattinatrici artistiche su ghiaccio(4)
- Nicole Bobek, ex pattinatrice artistica su ghiaccio statunitense (Chicago, n. 1977)
- Nicole Della Monica, pattinatrice artistica su ghiaccio italiana (Trescore Balneario, n. 1989)
- Nicole Hassler, pattinatrice artistica su ghiaccio francese (Chamonix, n. 1941 - Le Chesnay, † 1996)
- Nicole Schott, ex pattinatrice artistica su ghiaccio tedesca (Essen, n. 1996)

## Pattinatrici di short track(1)
- Nicole Botter Gomez, pattinatrice di short track e velocista italiana (Bogotà, n. 1997)

## Personaggi televisivi(2)
- Nicole Minetti, personaggio televisivo e ex politica italiana (Rimini, n. 1985)
- Snooki, personaggio televisivo statunitense (Santiago del Cile, n. 1987)

## Politiche(6)
- Nicole Bricq, politica francese (La Rochefoucauld, n. 1947 - Poitiers, † 2017)
- Nikki Budzinski, politica statunitense (Peoria, n. 1977)
- Nicole Fontaine, politica francese (Grainville-Ymauville, n. 1942 - Neuilly-sur-Seine, † 2018)
- Nicole Malliotakis, politica statunitense (New York, n. 1980)
- Nicole Matteoni, politica italiana (Trieste, n. 1987)
- Nicole Péry, politica francese (Bayonne, n. 1943)

## Produttrici cinematografiche(1)
- Nicole Rocklin, produttrice cinematografica statunitense

## Registe(2)
- Nicole Holofcener, regista e sceneggiatrice statunitense (New York, n. 1960)
- Nicole Kassell, regista statunitense (Filadelfia, n. 1972)

## Rugbiste a 15(1)
- Nicole Beck, rugbista a 15 australiana (Bulli, n. 1988)

## Saltatrici con gli sci(2)
- Nicole Konderla, saltatrice con gli sci polacca (Bełchatów, n. 2001)
- Nicole Maurer, saltatrice con gli sci canadese (n. 2000)

## Schermitrici(3)
- Nicol Foietta, schermitrice italiana (Pistoia, n. 1995)
- Nicole Mustilli, schermitrice statunitense (n. 1978)
- Nicole Ross, schermitrice statunitense (New York, n. 1989)

## Sciatrici alpine(6)
- Nicole Agnelli, ex sciatrice alpina italiana (Sondrio, n. 1992)
- Nicole Eibl, sciatrice alpina austriaca (n. 2003)
- Nicole Gius, ex sciatrice alpina italiana (Silandro, n. 1980)
- Nicole Good, sciatrice alpina svizzera (n. 1998)
- Nicole Hosp, ex sciatrice alpina austriaca (Ehenbichl, n. 1983)
- Nicole Schmidhofer, ex sciatrice alpina e sciatrice di velocità austriaca (Friesach, n. 1989)

## Scrittrici(2)
- Nicole Elgrissy, scrittrice e attivista marocchina (Casablanca, n. 1958)
- Nicole Krauss, scrittrice statunitense (New York, n. 1974)

## Sindacaliste(1)
- Nicole Notat, sindacalista francese (Châtrices, n. 1947)

## Stiliste(1)
- Nicole Miller, stilista statunitense (Fort Worth, n. 1952)

## Tennistavoliste(1)
- Nicole Arlia, tennistavolista italiana (Asola, n. 2005)

## Tenniste(7)
- Nicole Arendt, ex tennista statunitense (Somerville, n. 1969)
- Nicole Bradtke, ex tennista australiana (Melbourne, n. 1969)
- Nicole Fossa Huergo, tennista italiana (Isernia, n. 1995)
- Nicole Gibbs, ex tennista statunitense (Cincinnati, n. 1993)
- Nicole Jagerman, ex tennista olandese (n. 1967)
- Nicole Melichar-Martinez, tennista statunitense (Brno, n. 1993)
- Nicole Vaidišová, ex tennista ceca (Norimberga, n. 1989)

## Triatlete(1)
- Nicole Hackett, triatleta australiana (Sydney, n. 1978)

## Velociste(3)
- Nicole Duclos, ex velocista francese (n. 1947)
- Nicole Green, ex velocista statunitense (n. 1971)
- Nicole Yeargin, velocista britannica (Bowie, n. 1997)

## Wrestler(2)
- Roxxi Laveaux, wrestler statunitense (Boston, n. 1979)
- Nicole Matthews, wrestler canadese (Coquitlam, n. 1987)

## Senza attività specificata(3)
- Nicole Brown Simpson, tedesca (Francoforte sul Meno, n. 1959 - Los Angeles, † 1994)
- Nikki Stone, ex sciatrice freestyle statunitense (Princeton, n. 1971)
- Nicole d'Oliva, francese (Parigi, n. 1761 - Fontenay-sous-Bois, † 1789)